# Huỷnh
Huỷnh, huệng hay huỳnh (tên khoa học Tarrietia javanica) là loài cây gỗ họ Trôm (Sterculiaceae). Tại Việt Nam, cây phân bố trong rừng thường xanh ở Quảng Bình trở vào Nam.
Cây gỗ cao lớn trên 30 m, đường kính có thể tới 30 cm, thân thẳng, gốc có bạnh vè lớn, vỏ màu xám trắng. Lá kép chân vịt, 3-7 lá chét, lá chét hình trứng ngược, đầu có mũi nhọn, dài 12–17 cm, rộng 4–8 cm.
Huỷnh dùng để đóng tàu, thuyền và xây dựng.